# HD 172555
HD 172555 là một ngôi sao A7V nóng trắng nằm tương đối gần, cách Trái Đất khoảng 95 năm ánh sáng theo hướng của chòm sao Khổng Tước. Bằng chứng quang học cho thấy một vụ va chạm tương đối gần đây giữa hai vật thể có kích thước hành tinh đã phá hủy phần nhỏ hơn của hai người, có kích thước tối thiểu bằng mặt trăng của Trái Đất và làm hỏng nặng hơn một phần lớn nhất, có kích thước bằng Sao Thủy. Bằng chứng về vụ va chạm đã được phát hiện bởi Kính viễn vọng Không gian Spitzer của NASA.

## Mảnh vỡ tác động siêu tốc khổng lồ
HD172555 lần đầu tiên được phát hiện vào những năm 1980 trong vùng hồng ngoại giữa cuộc khảo sát bầu trời IRAS, được quan sát vởi Schütz et al. (2004) và Kính thiên văn vũ trụ Spitzer, cũng vào năm 2004 (Chen và cộng sự 2006), đã xác nhận tính chất mạnh mẽ khác thường của phát xạ phổ hồng ngoại từ hệ thống này, sáng hơn nhiều so với những gì phát ra bình thường từ bề mặt của ngôi sao. Là một phần của nhóm di chuyển Beta Pictoris, HD172555 phù hợp với hệ thống nổi tiếng hơn đó, khoảng 20 triệu năm tuổi, và là một ngôi sao nóng trắng giống như Beta Pic, to gấp đôi Mặt trời của chúng ta và gấp 9,5 lần dạ quang. So sánh với các lý thuyết hình thành hành tinh hiện tại và với hệ thống Beta Pic rất giống nhau, cho thấy rằng HD172555 đang ở giai đoạn đầu hình thành hành tinh trên mặt đất (đá). Nhưng điều làm cho HD 172555 trở nên đặc biệt là sự hiện diện của một lượng lớn vật liệu silic bất thường - khí silic vô định hình và khí SiO - không phải là các vật liệu đá thông thường, silicat như olivine và pyroxene, cũng tạo nên phần lớn Trái Đất.
Vật liệu trong đĩa được phân tích năm 2009 bởi Carey Lisse, Phòng thí nghiệm Vật lý Ứng dụng Đại học Johns Hopkins ở Laurel, MD dùng máy quang phổ hồng ngoại trên Kính viễn vọng Không gian Spitzer và kết quả của các nhiệm vụ sao chổi Deep Impact và STARDUST. Phân tích thành phần nguyên tử và khoáng chất, nhiệt độ bụi và khối lượng bụi cho thấy khối lượng vật liệu ấm (khoảng 340K) của Mặt trăng tương tự như dung nham đông lạnh (obsidian) và magma đông lạnh (tektite) cũng như một lượng lớn đá bốc hơi (khí silicon monoxit hoặc khí SiO) và đá vụn (những mảnh bụi lớn tối màu) trong một khu vực ở mức 5,8 +/- 0,6 AU từ HD172555 (bên trong đường băng giá của hệ thống đó). Vật liệu này đã được tạo ra trong một tác động giảm tốc độ giữa hai cơ thể lớn; vận tốc tương đối tại các tác động nhỏ hơn 10 km/s sẽ không biến đổi olivin và pyroxene phổ biến thành khí silica và SiO. Các tác động khổng lồ ở tốc độ này thường phá hủy cơ thể sự cố và làm tan chảy toàn bộ bề mặt của vật va chạm.
Ý nghĩa của việc phát hiện ra được khí silic vô định hình và khí SiO vô định là như sau:
- Tác động giảm tốc độ lớn xảy ra trong các hệ thống hành tinh trẻ. Có một số ví dụ về các tác động như vậy trong Hệ Mặt Trời (Hartmann & Vail 1986): Mật độ cao của Sao Thủy; Quay ngược của sao Kim; Mặt trăng của Trái Đất; Sao Hỏa Bắc / Nam bán cầu miệng bất đẳng hướng; Nguồn gốc lửa của Vesta (Drake 2001); Trục quay của Thiên vương tinh nằm gần mặt phẳng của hoàng đạo. Bằng chứng địa chất địa phương cho sự tan chảy tác động lan rộng bao gồm các tektite được tìm thấy trên Trái Đất và các hạt thủy tinh được tìm thấy trong mặt trăng (Warren 2008).
- Các hành tinh đá, và có thể cả các hành tinh, tồn tại trong hệ thống HD172555, vào khoảng 12 tháng sau khi hình thành.
- Nếu vụ va chạm xảy ra trong vài nghìn năm qua, có khả năng một tiền hành tinh trong hệ thống HD172555 có bề mặt magma lỏng. Điều này không bất ngờ; một phép tính đơn giản về năng lượng liên kết hấp dẫn của Trái Đất, cho thấy năng lượng được giải phóng khi lắp ráp Trái Đất là khoảng 10 lần lượng cần thiết để làm tan chảy nó.